# Mike Lerner

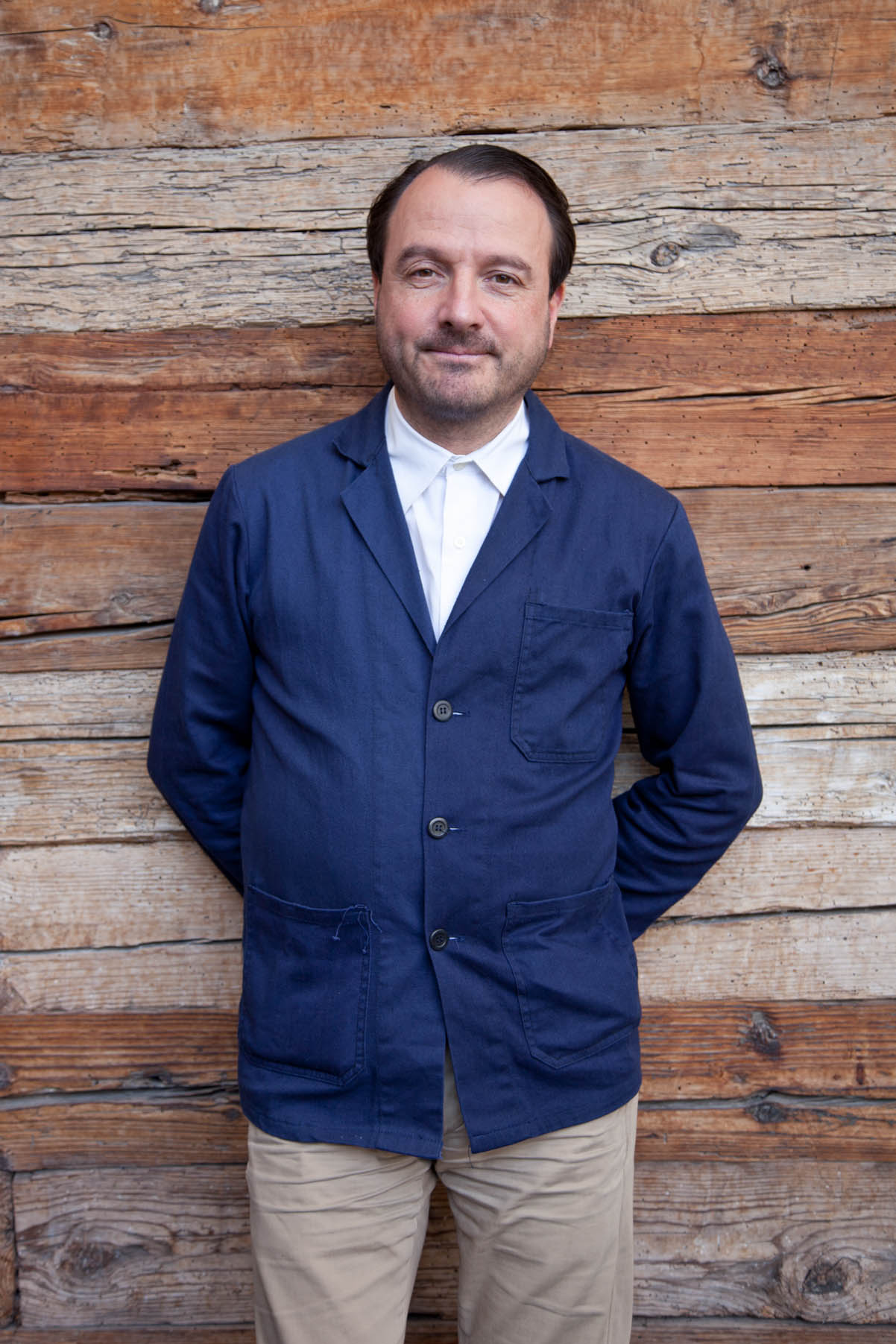
Mike Lerner

Mike Lerner ist ein britischer Produzent von Dokumentarfilmen, der seit Beginn seiner Karriere Ende der 1980er Jahre an mehr als 30 Film- und Fernsehproduktionen beteiligt war.

## Leben
Bei der Oscarverleihung 2012 wurde er für die Produktion von Hell and Back Again zusammen mit Danfung Dennis für den Oscar in der Kategorie Bester Dokumentarfilm nominiert. Mit diesem Film war er 2013 auch für einen News & Documentary Emmy Award nominiert. Sein Dokumentarfilm Al midan (dt. Titel The Square) brachte ihm 2014 zudem eine Primetime-Emmy-Award-Nominierung ein. Lerner begann seine Karriere 1987 als Schauspieler in dem Fernsehfilm Das Gesetz der ehrenwerten Familie. 1988 stieg er in die Filmproduktion ein und produziert seither Dokumentarfilme, vor allem für britische und amerikanische Fernsehsender. Er arbeitet derzeit bei der Filmproduktionsfirma Roast Beef Productions in London. Neben der Filmproduktion führte Lerner bei Pussy Riot: A Punk Prayer die Regie.

## Filmografie (Auswahl)
- 1987: Das Gesetz der ehrenwerten Familie (Blood Vows: The Story of a Mafia Wife)
- 1995–1996: Without Walls (Dokumentar-Fernsehserie)
- 2001: Picasso: Magic, Sex & Death (Dokumentar-Fernseh-Mehrteiler)
- 2003: Beijing Swings (Dokumentar-Fernsehfilm)
- 2003: Gauguin: The Full Story (Dokumentar-Fernsehfilm)
- 2004: Vincent: The Full Story (Dokumentar-Fernsehfilm)
- 2006: Toulouse-Lautrec: The Full Story (Dokumentar-Fernsehfilm)
- 2006: Kazakhstan Swings (Dokumentar-Fernsehfilm)
- 2007: Sickert vs Sargent (Dokumentar-Fernsehfilm)
- 2008: America the Wright Way (Fernsehserie)
- 2009: Afghan Star (Dokumentarfilm)
- 2010: A Bipolar Expedition (Dokumentar-Fernsehfilm)
- 2011: Understanding Art: Impressionism (Fernsehserie)
- 2011: Hell and Back Again (Dokumentarfilm)
- 2012: The Visit (Dokumentar-Kurzfilm)
- 2012: Rafea: Solar Mama (Dokumentarfilm)
- 2013: The Do Gooders (Dokumentarfilm)
- 2013: Smash & Grab: The Story of the Pink Panthers (Dokumentarfilm)
- 2013: First Cut (Dokumentar-Fernsehserie)
- 2013: A Whole Lott More (Dokumentarfilm)
- 2013: Al midan (Dokumentarfilm)
- 2014: Elephant’s Dream (Dokumentarfilm)
- 2014: First to Fall (Dokumentarfilm)
- 2014: Al Jazeera English (Fernsehserie)
- 2014: Pussy Riot: A Punk Prayer (Pussy Riot: A Punk Prayer – Pokazatelnyy protsess: Istoriya Pussy Riot, Dokumentar-Fernsehfilm)
- 2015: Jungle Sisters (Dokumentarfilm)
- 2015: Tierra Caliente (Dokumentarfilm)
- 2015: The Russian Woodpecker (Dokumentarfilm)

## Auszeichnungen (Auswahl)
- 2012: Oscar-Nominierung in der Kategorie Bester Dokumentarfilm für Hell and Back Again (zusammen mit Danfung Dennis)[2]
- 2013: News-&-Documentary-Emmy-Award-Nominierung für Hell and Back Again (zusammen mit Danfung Dennis, Dan Cogan, Karol Martesko, Gernot Schaffler, Thomas Brunner, Maxyne Franklin, Martin Herring, Sally Jo Fifer, Lois Vossen)[3]
- 2014: Emmy-Nominierung für Al midan (zusammen mit Jodie Evans, Lekha Singh, Sarah E. Johnson, Gavin Dougan, Karim Amer und Jehane Noujaim)[3]